# Williamstown, Massachusetts
Williamstown är en kommun (town) i Berkshire County, Massachusetts, USA, med 7 754 invånare år 2010.
Kommunen hette ursprungligen West Hoosac, men döptes om efter Ephraim Williams (1715-55) efter dennes död. Detta var ett villkor för hans testamentsdonation för att grundlägga en läroanstalt för pojkar i kommunen, Williams College.
Clark Art Institute, Williams College Museum of Art och Williamstown Historical Museum ligger i Williamstown.